# Benčići (gmina Žminj)
Benčići – wieś w Chorwacji, w żupanii istryjskiej, w gminie Žminj. W 2011 roku liczyła 116 mieszkańców.